# 김수철 (강원도의원)
김수철(金秀哲, 1957년 2월 21일 ~ )은 대한민국 강원도의회 의원이다.

## 학력
- 화천실업고등학교 졸업
- 한림성심대학교 지방행정과 졸업

## 경력
- 화천청년회의소 회장
- 화천중학교 운영위원
- 화천군 번영회 이사
- 화천군 체육회 감사
- 강원도컬링협회 이사
- 화천문화원 사무국 국장
- 2002년 7월 1일 ~ 2006년 6월 30일: 제6대 강원도의회 의원
- 향토문화연구소 소장
- 화천문화원 부원장
- 민주평화통일자문회의 정책자문위원
- 2018년 7월 1일 ~ 2022년 6월 30일: 제10대 강원도의회 의원
  - 2018.07 ~ 2020.06 : 제10대 강원도의회 전반기 경제건설위원회 위원장

## 역대 선거 결과
|  | 17.8% |

|  | 52.35% |

|  | 39.2% |

|  | 36.16% |

|  | 38.22% |

|  | 57.19% |

|  | 46.52% |